# Apostólicos
Os irmãos apostólicos (por vezes referidos como apostólicos, apostolici, apostoli ou apóstolos) eram uma seita cristã fundada no norte da Itália, na segunda metade do século XIII por Gerard Segarelli, um nativo de Alzano no território de Parma. 
Como era de natureza humilde e possuia pouca instrução, seu pedido de adesão à Ordem Franciscana em Parma foi rejeitado. Finalmente, ele resolveu dedicar-se à restauração do que ele concebia ser o modo de vida apostólico. O movimento mais tarde degenerou no movimento dolciniano. 

## História
A partir de 1260, Segarelli assumiu um costume padrão após representações que ele tinha visto dos apóstolos, vendeu sua casa, e saiu para pregar o arrependimento como um irmão mendicante. Ele encontrou discípulos, e a nova ordem dos penitentes espalhou-se para a Lombardia e além dela. No início, os franciscanos e outros clérigos apenas zombaram das maneiras excêntricas de Segarelli, mas por volta de 1280 o bispo de Parma, atirou-o na prisão, em seguida, manteve-o por algum tempo em seu palácio como uma fonte de diversão e, em 1286 afastou-o da diocese. Todas as novas ordens mendicantes sem a sanção papal foram proibidas pelo Segundo Concílio de Lyon em 1274,  o Honório IV emitiu uma reprovação severa aos irmãos apostólicos em 1286, e o Nicolou IV renovou, em 1290. 
Um tempo de perseguição seguiu-se. Em Parma, em 1294 quatro membros da seita foram queimados, e Segarelli foi condenado à prisão perpétua. Seis anos mais tarde ele foi obrigado a confessar uma recaída em heresia que ele abjurou, e foi queimado em Parma em 18 de julho de 1300. Um homem de grande presença assumiu a liderança da seita. Este foi Frei Dolcino, filho de um sacerdote da diocese de Novara, e um membro da ordem desde 1291, um eloquente entusiasta das profecias apocalípticas. 
À frente de uma horda de fanáticos religiosos, que estavam na expectativa diária do Juízo Final de Deus sobre a Igreja, mantiveram nos distritos montanhosos de Novara e Vercelli uma campanha de guerrilha contra os cruzados que haviam sido convocados para sufocar esta heresia. Frio e fome foram os seus mais perigosos inimigos, e finalmente o resto de suas forças foram capturados pelo bispo de Vercelli: cerca de 150 pessoas no total, incluindo Dolcino e sua "irmã espiritual", Margareta, ambos, recusando-se a retratar-se, foram queimados vivos na fogueira da Inquisição em 1 de junho de 1307. 
Este foi realmente o fim da história da seita. Mais tarde, em meados do século, os vestígios da sua atividade foram encontrados, principalmente no norte da Itália, Espanha e França, mas estes foram apenas sobreviventes isolados.